# Ганс Еклунд
Ганс Еклунд (швед. Hans Eklund, нар. 16 квітня 1969, Менстерос) — шведський футболіст, що грав на позиції нападника, зокрема за клуб «Естерс» та національну збірну Швеції. По завершенні ігрової кар'єри — тренер.

## Клубна кар'єра
У дорослому футболі дебютував 1984 року виступами за третьолігову команду «Менстерос ГІФ» з рідного міста, в якій провів три сезони.
Своєю грою за цю команду привернув увагу представників тренерського штабу вищолігового «Естерса», до складу якого приєднався 1987 року. Відіграв за команду з Векше наступні вісім сезонів своєї ігрової кар'єри. Більшість часу, проведеного у складі «Естерса», був основним гравцем атакувальної ланки команди і одним із її головних бомбардирів, маючи середню результативність на рівні 0,44 гола за гру першості. За результатами сезону 1992 року із 16-ма забитими голами став найкращим бомбардиром шведської футбольної першості.
1994 року перейшов до швейцарського «Серветта», в якому, утім не замів пробитися до основного складу, хоча й здобув титул чемпіона Швейцарії. 1995 року повернувся до «Естерса», за який відіграв ще три роки.
Згодом з 1998 по 2000 рік грав у Китаї за «Далянь Ваньда» та у складі данського «Віборга».
2000 року повернувся на батьківщину, ставши гравцем «Гельсінгборга», виступами за який і завершив ігрову кар'єру футболіста у 2003 році.

## Виступи за збірні
Протягом 1987–1990 років залучався до складу молодіжної збірної Швеції. На молодіжному рівні зіграв у 20 офіційних матчах, забив 8 голів.
1988 року дебютував в офіційних матчах у складі національної збірної Швеції. У подальшому залучався до її лав нерегулряно, провівши  протягом наступних семи років у її формі лише сім матчів.

## Кар'єра тренера
Розпочав тренерську кар'єру невдовзі по завершенні кар'єри гравця, 2006 року, увійшовши до тренерського штабу клубу «Гельсінгборг».
Згодом у 2007–2009 роках тренував данський «Віборг», після чого повернувся на батьківщину, отримавши позицію помічника головного тренера в «Ландскруна БоІС».
2013 року очолив команду «Фалькенбергс ФФ», до якої згодом повернувся у 2015, попередньо попрацювавши із «Кальмаром».

## Титули і досягнення

### Командні
- Чемпіон Швейцарії (1):

«Серветт»: 1993/94
- Чемпіон Китаю (1):

«Далянь Ваньда»: 1998
- Володар Кубка Данії (1):

«Віборг»: 1999/2000

### Особисті
- Найкращий бомбардир чемпіонату Швеції (1):

1992 (16 голів)